# Georg Grissbach
Georg Grissbach, född 25 augusti 1587 i Sankt Andreasberg i Oberharz (då i Braunschweig-Lüneburg), och död 27 augusti 1651 på Salnecke slott, Gryta socken, var en tysk officer, godsägare och bergmästare i svensk tjänst.

## Biografi

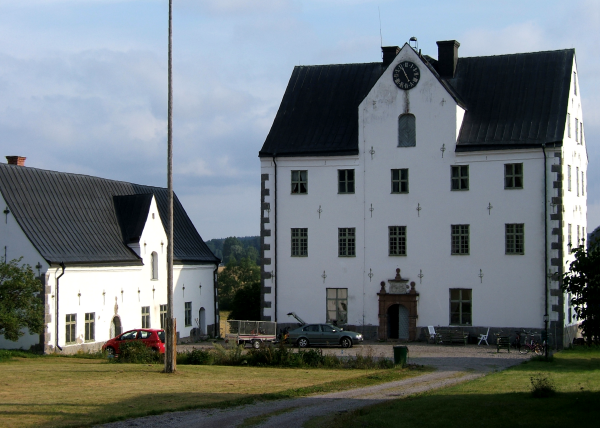
Salnecke slott

Enligt Gabriel Anreps ättartavlor var Georg Grissbach son till en Georg Grissbach från Braunschweig och Catharina Brechtel, vars far ska ha varit överbergmästare i Sankt Andersberg.
Grissbach hade varit bergsingenjör i olika gruvor i Tyskland och Böhmen, då han 1624 tog tjänst som fortifikationsofficer i svenska armén under Gustav II Adolfs livländska och preussiska krig. Han blev 1630 sänd till Sverige att ordna gruvdriften vid Sala silvergruva och Falu koppargruva, och fick titeln överbergmästare över alla silver-, koppar- och blygruvor i Sverige. Han räknas som den förste bergmästaren i Första bergmästardömet av Sala silverbergslag. Som tack för sina insatser adlades han 1641, och erhöll samma år Salnecke med 20 tillhörande hemman i donation. Han påbörjade troligen kort därpå bygget av Salnecke slott, som torde stått färdigt mot slutet av 1640-talet. Han skänkte tre silverpipor till kyrkorgeln i Sala stadskyrka, och räknades som en skicklig minör. 
Grissbach och första hustrun ligger begravda i Sala stadskyrka.

### Familj
Grissbach gifte sig första gången 22 oktober 1632 på Väsby kungsgård med Anna Sibylla Schmidt (1601–1641), dotter till inspektorn Otto Henrik Conradsson Schmidt vid Garpenbergs koppargruva och Anna Christina Stigeln. De fick tillsammans barnen Catharina Grissbach (1632–1673) som var gift med hovrådet Johan von Weidenhaijn, kornetten Georg Grissbach (1634–1656) vid Upplands ryttare, Christina Grissbach (1634–1704) som var gift med generalmajoren och landshövdingen Georg Henrik Lybecker i Bohus län, Beata Grissbach (1636–1709) som var gift med överstelöjtnanten Anders Neümeijer, kaptenen Zakarias Grissbach (1640–1676) vid Upplands regemente och majoren Otto Grissbach (1641–1690) vid Riksänkedrottningens livregemente till häst.
Han gifte sig andra gången 1646 med Margareta von Fahrensbach (död 1651), dotter till Winrich von Fahrensbach och Anna Taube. Margareta von Fahrensbach var änka efter ryttmästaren Åke Bengtsson (Örnflycht), ryttmästataren Hans Olofsson (Hjurhuvud) och översten Rikard Rosencrantz.